# Итон, Фрэнк
Фрэнк Бордман «Револьверный Пит» Итон (англ. Frank Boardman "Pistol Pete" Eaton; 1860—1958) — американский страж закона времён Дикого Запада, армейский разведчик, «истребитель индейцев» и ковбой.

## Биография
В возрасте восьми лет он переехал со своей семьёй в Твин Маунд, штат Канзас. Вскоре его отец, дружинник, был хладнокровно расстрелян шестью бывшими конфедератами, рейдерами Квантрилла. После этого случая, в том же 1868 году, друг его отца, Моузи Биман, сказал Фрэнку: «Мой мальчик, пусть проклятие старика упадёт на тебя, если ты не попытаешься отомстить за своего отца», и обучил обращению с револьвером.
В возрасте пятнадцати лет, прежде чем отправиться отомстить за смерть отца, Итон сказал, что посетит форт Гибсон, чтобы узнать больше о том, как обращаться с оружием. Служил разведчиком на Индейских территориях и участвовал в земельных гонках. Итон утверждал, что служил в качестве заместителя федерального маршала и работал с судьёй Исааком Паркером. Расправившись с 5 из 6 (один из которых, картёжный шулер, был убит незадолго до того как его нашёл) убийцами своего отца, он поселился к юго-западу от Перкинса, служил шерифом, а затем стал кузнецом. Он был дважды женат, имел 9 детей, 31 внука и дожил до трёх праправнуков. Фрэнк Итон написал две книги, которые иллюстрируют жизнь ветерана Старого Запада.